# بوان سفلی
بوان ، روستایی از توابع بخش مرکزی شهرستان ممسنی در استان فارس ایران است.

## جمعیت
این روستا در دهستان بکش یک قرار دارد و براساس سرشماری مرکز آمار ایران در سال ۱۳۸۵، جمعیت آن ۸۶ نفر (۲۰خانوار) بوده‌است.
شامل سه قسمت بوان سفلس وسطی و علیا میباشد .